# Treball abstracte
El treball abstracte és una categoria central d'El Capital de Karl Marx, amb la qual es pretén assenyalar que així com en la mercaderia hi estan continguts dos tipus o formes del valor, el valor de canvi i el valor d'ús, el treball que produeix una mercaderia també conté dues facetes diferents, dues "cares de la mateixa moneda". Una, com a treball concret o treball útil, creador de valors d'ús, i una altra, com a treball abstracte, creador de valors de canvi.
La diferència entre el treball abstracte i el treball concret o útil, és una diferència d'aspectes del mateix treball abstracte, i no s'ha de confondre amb dos tipus de treball diferents (com seria, per exemple, la diferència entre la redacció d'un article de Wikipedia i la confecció de calçat per a fins comercials). Les diferències entre un treball per al consum directe i un treball per a l'intercanvi no són que el primer és concret i el segon abstracte. Tots dos produeixen valors d'ús i són per això treballs concrets, només que el segon és més treball abstracte perquè en intercanviar-se posseeix valor de canvi.

## Historicitat del treball abstracte
El treball concret o treball útil és característic de tots els modes de producció sense excepció, és a dir, existeix en la producció de tot valor d'ús o bé. En canvi, el treball abstracte, atès que és creador de valor de canvi, només existeix en la producció de mercaderies. Per això és que el caràcter abstracte de la feina és una forma social històrica igual que el mode de producció capitalista.
El valor d'ús no necessita de l'existència del valor de canvi, però el valor de canvi sí que necessita de l'existència d'un valor d'ús (un producte només pot realitzar-se com a mercaderia si és útil). De la mateixa manera, el treball concret pot existir sense el treball abstracte, però no al revés: el treball abstracte no existeix sinó en contraposició a la feina concreta o treball útil, com la seva manifestació en el valor de canvi. El treball abstracte no existeix sense el seu contraposat.

## L'abstracció
Marx anomena "abstracte" al caràcter del treball com a productor de valors de canvi, perquè al manifestar-se el treball com a patró de mesura en l'equivalència en què s'intercanvien les mercaderies, és despullat de tota qualitat. El treball és abstret de tot sentit d'utilitat, és a dir d'orientació a la satisfacció de tal o qual necessitat. En canvi, es manifesta merament com una quantitat: quantes mercaderies "A" equivalen a una mercaderia "B".
La quantitat està determinada per la magnitud de despesa psíquica o física d'energia (despesa de força de treball) i és mesurat en hores de treball:
| « | "Un valor d'ús, un bé, només conté un valor per ser encarnació o materialització de la feina humana abstracta. Com es mesura la magnitud d'aquest valor? Per la quantitat de 'substància creadora de valor', és a dir, de treball, que tanca. i, al seu torn, la quantitat de treball que tanca es mesura pel temps de la seva durada, i el temps de treball, té, finalment, la seva unitat de mesura en les diferents fraccions de temps: hores, dies, etc." | » |

## Fetitxisme i treball abstracte
El fetitxisme de la mercaderia te la seva arrel en què els treballs particulars en la producció per a l'intercanvi es desenvolupen independentment i només es troben en l'àmbit de circulació, no en el de la producció. Es troben com a mera equivalència d'hores de treball socialment necessàries. Per això, les activitats humanes en la producció mercantil es converteixen en relacions socials només sota la forma d'una relació quantitativa entre dos objectes (l'intercanvi de mercaderies). La "dominació" del valor de canvi sobre el valor d'ús i, per tant, la "dominació" de la feina abstracta sobre el treball concret (el fet que les relacions socials revesteixen la forma de relacions quantitatives) explica l'existència del fetitxisme de la mercaderia.

## Interpretacions
Dins el marxisme, existeixen certes diferències implícites en la forma d'entendre el concepte de treball abstracte. Mentre de vegades és entès com una simple mesura cronològica, sobretot per aquells corrents que veuen el marxisme respecte del pensament burgès com una comprensió qualitativament més objectiva del món, altres corrents marxistes prefereixen entendre el treball abstracte més aviat no només com el temps de treball socialment necessari (en un sentit merament analític) sinó també com una forma d'imposició de certa existència particular del treball, imposició pertanyent a una lluita de classes i que implica una submissió i una demarcació de l'activitat humana dins dels marcs de l'acumulació capitalista. Així, la forma d'existència del treball abstracte en economies no capitalistes seria solament embrionària, en no expressar-se encara com una forma de dominació de classe.